# Henning Albert Boilesen
Henning Albert Boilesen (Copenhague, 14 de fevereiro de 1916 – São Paulo, 15 de abril de 1971) foi um executivo dinamarquês naturalizado brasileiro que presidiu a Ultragaz e atuou como patrocinador da Ditadura Militar brasileira, torturador, além de ser fundador do Centro de Integração Empresa Escola (CIEE).
Boilesen, entretanto, é mais lembrado por sua atuação no âmbito da política do que por suas atividades como executivo, tendo figurado como proeminente apoiador da repressão estatal às organizações clandestinas de esquerda durante a ditadura militar brasileira, com destaque para a Operação Bandeirante. Foi ele quem trouxe dos Estados Unidos um aparelho de tortura por eletrochoque que ficou conhecido como a "pianola de Boilesen". O empresário foi morto em 15 de abril de 1971, na cidade de São Paulo, em uma operação conjunta conduzida por membros do Movimento Revolucionário Tiradentes (MRT) e da Ação Libertadora Nacional (ALN), como represália por seu envolvimento na tortura e repressão de militantes de esquerda da época. Quando voltava do CIEE foi atingido por disparos e faleceu. Sua trajetória nos porões da ditadura podem ser observados no documentário Cidadão Boilesen.

## Biografia
Imigrando para o Brasil na década de 30, Boilesen foi um executivo influente no ambiente de negócios brasileiro na época da ditadura militar. Participou na fundação do CIEE e ocupou a presidência de uma das seções do Rotary Club. Foi um dos primeiros executivos a financiar o aparato político-militar brasileiro, por meio da Operação Bandeirante (OBAN), que viria a ser o embrião do modus operandi dos DOI-CODI (Destacamento de Operações de Informações – Centro de Operações e Defesa Interna).
Boilesen foi executado a tiros por guerrilheiros de duas organizações de esquerda na manhã de 15 de abril de 1971 na Alameda Casa Branca, mesma rua em que dois anos antes havia sido morto um dos líderes da ALN, Carlos Marighella, em operação liderada pelo delegado Sérgio Fleury (que fora amigo pessoal de Boilesen). Na ocasião da morte do empresário, o tiro de misericórdia teria sido desferido por Carlos Eugênio Paz, também conhecido como "Clemente" - um dos comandantes das ações armadas da ALN.
Lançado em 27 de novembro de 2009, o documentário "Cidadão Boilesen", dirigido por Chaim Litewski, conta a história do executivo. O filme apresenta Boilesen como um cidadão marcado pelas ambiguidades e paradoxos, apresentando-o como empresário e pai de família que ao mesmo tempo se dispunha a pagar para assistir sessões de tortura. Seu sadismo ficaria materializado no instrumento de tortura que trouxe dos EUA para que fosse empregado na repressão, um objeto que apelidou de "pimentinha", porém que mais tarde viria a ser conhecido como a "pianola Boilesen" - que consistia em um teclado eletrônico no qual cada nota tocada significava diferentes graus de choques elétricos infligidos ao torturado. Contribuíram ao filme com entrevistas seu filho mais velho, amigos, colaboradores, adversários políticos e personalidades como o cônsul americano em São Paulo à época dos acontecimentos e um dos militantes que participaram da morte de Boilesen.